# Vokabel Trainer
Der Vokabel Trainer ist ein kostenloser Vokabeltrainer für Windows, der sich durch Unicode-Unterstützung für alle Sprachen eignet. Angeboten wurde das Programm seit dem Jahr 2005, die Website ist jedoch nicht mehr online und das letzte Update erschien mit Version 5.1.1 am 14. Oktober 2013.

## Grundlage
Der Vokabel Trainer basiert auf dem Prinzip des kontextbezogenen Lernens. Die Vokabeln zu einem bestimmten Thema werden dazu durch den Benutzer in Lektionen zusammengefasst und gelernt. Grundlage des kontextbezogenen Lernens ist die Annahme, dass Vokabeln, die themenspezifisch zusammengefasst wurden, leichter gelernt werden können. Damit verfolgt der Vokabel Trainer ein anderes Lernkonzept als z. B. gängige Lernkartei-Software.
Den Lernerfolg ermittelt der Vokabel Trainer (analog zu Lernkartei-Software) anhand unterschiedlicher Parameter und weist den Lektionen entsprechend eine Punktzahl (von 0 bis 10) zu. Lektionen, welche nur schlecht oder nur unregelmäßig gelernt wurden, werden durch das Programm entsprechend vorgeschlagen und hervorgehoben (also: Lernprinzip der Wiederholung).

## Funktionsweise
Der Vokabel Trainer vereint seine einzelnen Funktionen unter einer zentralen Oberfläche (sog. „StartCenter“). In der aktuellen Version werden dem Benutzer u. a. folgende Funktionen zur Verfügung gestellt:
- Lektionen können mit vier unterschiedlichen Methoden gelernt werden. Bei der „Standard-Methode“ muss die korrekte Vokabel bzw. die korrekte Übersetzung (je nach Abfragerichtung) eingegeben werden. Bei der „Multiple Choice-Methode“ muss die richtige Antwort aus fünf Vorgaben gewählt werden. Die „Ticker-Methode“ spielt die Vokabeln wie in einer Diashow ab. „VokabelPairs“ ermöglicht das spielerische Erlernen der Vokabeln und orientiert sich hierbei am bekannten Memory-Spielprinzip.
- Der Benutzer kann über den Lektionen-Editor eigene Lektionen anlegen und bearbeiten. Aufgrund der Unicode-Kodierung können hierbei unterschiedlichste Sprachen und Schriftzeichen verwendet werden.
- Über den im Programm integrierten Marktplatz können fertige Lektionen heruntergeladen werden. Diese werden von anderen Benutzern kostenfrei über eine im Programm integrierte Upload-Funktion bereitgestellt. Laut Hersteller sind derzeit über 27.000 Vokabeln zu unterschiedlichsten Sprachen und Themen verfügbar.[1]
- Außerdem bietet das Programm einige andere Funktionen zur Verwaltung der eigenen Lektionen, so z. B. eine Backup-Funktion, Import und Export zu unterschiedlichsten Formaten oder auch eine Mehrbenutzerunterstützung.

## Technische Details
Die erste Version wurde mit Blitz Basic umgesetzt. Ab der Version 2 wird als Programmiersprache Visual Basic verwendet. Als Software-Plattform dient das .NET Framework. Die Lektionen werden ab der Version 5.0.9 als Extensible Markup Language plattformunabhängig gespeichert.

## Zielgruppe und Verbreitung der Software
Dank der intuitiven Benutzeroberfläche kann das Programm grundsätzlich bereits in frühen Kinderjahren eingesetzt werden. Verbreitung findet der Vokabel Trainer so z. B. in Grundschulen oder Gymnasien, aber auch an Einrichtungen für Erwachsenenbildung. Am Bildungszentrum BVS St. Gallen findet das Programm u. a. im Kursbereich Informatik Verwendung.
Die Online-Redaktion der Computerzeitschrift PC-Welt zählt den Vokabel Trainer zu den besten Vokabeltrainern, außerdem gehört der Vokabel Trainer in der Kategorie „Wissen und Lernen“ zu den beliebtesten Programmen. Das Programm wurde außerdem bereits in diversen Fachzeitschriften beschrieben bzw. beigelegt, zum Beispiel auf der Heft-DVD der Computer Bild (Ausgabe 2011–2025) oder in der PC-Welt (Ausgabe 8/2011).
Laut Angaben des Herstellers gehört der Vokabel Trainer zu den erfolgreichsten kostenfreien Vokabel-Lernprogrammen im deutschen Sprachraum (gemessen an den Downloadzahlen). Das Download-Portal Winload listet den Vokabel Trainer in der Kategorie „Bestbewertetste Downloads aller Zeiten“.